# 1866 w muzyce
Wydarzenia muzyczne w 1866 roku.

## Wydarzenia
- 4 stycznia – w rzymskiej bazylice Matki Bożej Ołtarza Niebiańskiego miała miejsce premiera „Stabat Mater” Ferenca Liszta[1]
- 5 stycznia – w praskim Provisional Theatre miała miejsce premiera opery Brandenburczycy w Czechach Bedřicha Smetany[1]
- 7 stycznia – w Paryżu odbyła się premiera „Sérénade” op.15 Camille Saint-Saënsa[1]
- 17 stycznia – w wiedeńskim Hofburgu miała miejsce premiera walca „Flugschriften” op.300 Johanna Straussa (syna)[1]
- 24 stycznia – w wiedeńskiej Redoutensaal miała miejsce premiera walca „Bürgerweisen” op.306 Johanna Straussa (syna)[1]
- 27 stycznia – we Frankfurcie nad Menem odbyła się premiera opery balladowej Zaide Wolfganga Amadeusa Mozarta[1][2]
- 28 stycznia – w wiedeńskiej Redoutensaal miała miejsce premiera walca „Wiener Bonbons” op.307 Johanna Straussa (syna)[1]
- 29 stycznia – w wiedeńskiej Sophiensaal miała miejsce premiera „Par force!” op.308 Johanna Straussa (syna)[1]
- 5 lutego – w paryskim Théâtre des Variétés miała miejsce premiera operetki Barbe-bleue Jacques’a Offenbacha[1]
- 6 lutego – w wiedeńskiej Redoutensaal miała miejsce premiera „Damenspende” op.305 Johanna Straussa (syna)[1]
- 24 lutego – w paryskim Casino de la Rue Cadet miała miejsce premiera „Pompéia” Jules’a Masseneta[1]
- 10 marca – w londyńskim Pałacu Kryształowym miała miejsce premiera Symphony in E („Irish”) Arthura Sullivana[1]
- 21 marca – w wiedeńskim Carltheater odbyła się premiera operetki Lekka kawaleria Franza von Suppégo[3]
- 10 kwietnia – w Wiedniu odbyła się premiera „Lindes Rauschen in Wipfeln” op.3/6 Johannesa Brahmsa[1]
- 27 kwietnia – w paryskiej Salle Pleyel miała miejsce premiera „Suite for Cello and Piano” op.16 Camille Saint-Saënsa[1]
- 13 maja – w Sankt Petersburgu odbyła się premiera kantaty „Morning” op.74 Antona Rubinsteina[1]
- 26 maja – w londyńskim domu biznesmena Arthura Lewisa miała miejsce premiera operetki Cox and Box Arthura Sullivana[1]
- 30 maja – w praskim Provisional Theatre miała miejsce premiera opery Sprzedana narzeczona Bedřicha Smetany[1]
- 22 czerwca – w Lipsku odbyła się premiera „Piano Quintet” op.34 Johannesa Brahmsa[1]
- 4 sierpnia – w katedrze św. Piotra w Rennes miała miejsce premiera „Cantique de Jean Racine” op.11 Gabriela Faurégo[1]
- 21 sierpnia – w wiedeńskim Volksgarten miała miejsce premiera „Tändelei” op.310 Johanna Straussa (syna)[1]
- 27 sierpnia – w Warszawie odbyła się premiera baletu Monte Christo Stanisława Moniuszki[1]
- 31 października – w paryskim Théâtre du Palais-Royal miała miejsce premiera opery La vie parisienne Jacques’a Offenbacha[1]
- 17 listopada – w paryskim Théâtre Favart miała miejsce premiera opery Mignon Ambroise’a Thomasa[1]
- 18 listopada – w wiedeńskim Volksgarten miała miejsce premiera „Express-Polka schnell” op.311, „Feen-Märchen” op.312 oraz „Wildfeuer” op.313 Johanna Straussa (syna)[1]
- 23 listopada – w Oldenburgu odbyła się premiera „Waltzes” op.39 Johannesa Brahmsa[1]
- 24 listopada – w londyńskim Pałacu Kryształowym miała miejsce premiera Cello Concerto in D major Arthura Sullivana[1]
- 23 grudnia – w Sankt Petersburgu we Free School of Music miała miejsce premiera „Overture on Three Russian Themes” Nikołaja Korsakowa[1]

## Urodzili się
- 1 stycznia – Władysław Lubomirski, polski ziemianin (książę), mecenas sztuki i kompozytor (zm. 1934)
- 13 stycznia – Wasilij Kalinnikow, rosyjski kompozytor (zm. 1901)
- 25 stycznia – Antonio Scotti, włoski śpiewak operowy (baryton) (zm. 1936)
- 16 lutego – Johann Strauss III, austriacki kompozytor, syn Eduarda Straussa i wnuk Johanna Straussa (zm. 1939)
- 18 marca – Dumitru Kiriac-Georgescu, rumuński kompozytor i pedagog (zm. 1928)
- 1 kwietnia – Ferruccio Busoni, włoski kompozytor i pianista, dyrygent i pedagog (zm. 1924)
- 20 kwietnia – Victor Hollaender, niemiecki kompozytor i dyrygent (zm. 1940)
- 3 maja – Andrzej Hławiczka, polski nauczyciel i społecznik, muzykolog, etnograf (zm. 1914)
- 17 maja – Erik Satie, francuski kompozytor (zm. 1925)
- 15 czerwca – Charles Wood, irlandzki kompozytor i pedagog (zm. 1926)
- 13 lipca – La Goulue, francuska tancerka kankana (zm. 1929)
- 23 lipca – Francesco Cilea, włoski kompozytor (zm. 1950)
- 27 sierpnia – Michael Balling, niemiecki dyrygent (zm. 1925)
- 10 września – Tor Aulin, szwedzki skrzypek, dyrygent i kompozytor (zm. 1914)
- 20 września – Gustave Doret, szwajcarski kompozytor i dyrygent (zm. 1943)
- 26 września – George H. Clutsam, australijski pianista i kompozytor (zm. 1951)
- 25 października – Georg Schumann, niemiecki kompozytor i dyrygent (zm. 1952)
- 7 listopada – Paul Lincke, niemiecki kompozytor i dyrygent teatralny (zm. 1946)
- 22 grudnia – Mieczysław Surzyński, polski kompozytor, organista, dyrygent i pedagog (zm. 1924)

## Zmarli
- 3 lutego – Teodor Einert, polski kompozytor, organista i pedagog (ur. 1828)
- 5 marca – Mateusz Wielhorski, rosyjski wiolonczelista polskiego pochodzenia (ur. 1794)
- 19 marca – Louis Clapisson, francuski kompozytor, skrzypek i pedagog muzyczny (ur. 1808)
- 20 marca – Rikard Nordraak, norweski kompozytor, autor Hymnu Norwegii (ur. 1842)
- 17 maja – Adolf Bernhard Marx, niemiecki kompozytor, teoretyk i pisarz muzyczny (ur. 1795)
- 2 października – Adam Darr, niemiecki gitarzysta klasyczny, wokalista, kompozytor (ur. 1811)
- 26 listopada – Adrien-François Servais, belgijski wiolonczelista i kompozytor (ur. 1807)
- 1 grudnia – Jules Demersseman, francuski flecista oraz kompozytor (ur. 1833)
- 3 grudnia – Jan Kalivoda, czeski kompozytor i skrzypek (ur. 1801)

## Nagrody
- 27 marca – pierwsza nagroda Opery Czeskiej – „Harrach Prize” dla Bedřicha Smetany za operę Brandenburczycy w Czechach[1]